# Wittenburg
Wittenburg é uma pequena cidade localizada no distrito de Ludwigslust-Parchim, no estado de Mecklemburgo-Pomerânia Ocidental, Alemanha, ao longo da rodovia A24, Berlim - Hamburgo.  Está situada a cerca de 40 quilômetros a sudoeste da capital do estado, Schwerin, e faz parte da Região Metropolitana de Hamburgo. Sua população é de 4.876 habitantes, enquanto sua área é de 46,25 km². Wittenburg é a sede do Condado de Wittenburg desde 1 de janeiro de 2004. É banhada pelo rio Motel. Os distritos da cidade de Wittenburg são: Körchow , Lehsen , Zühr, Perdöhl, Wölzow, Helm, Klein Wolde e Ziggelmark. A Reserva da Biosfera Schaalsee está localizada à noroeste da cidade.

## História

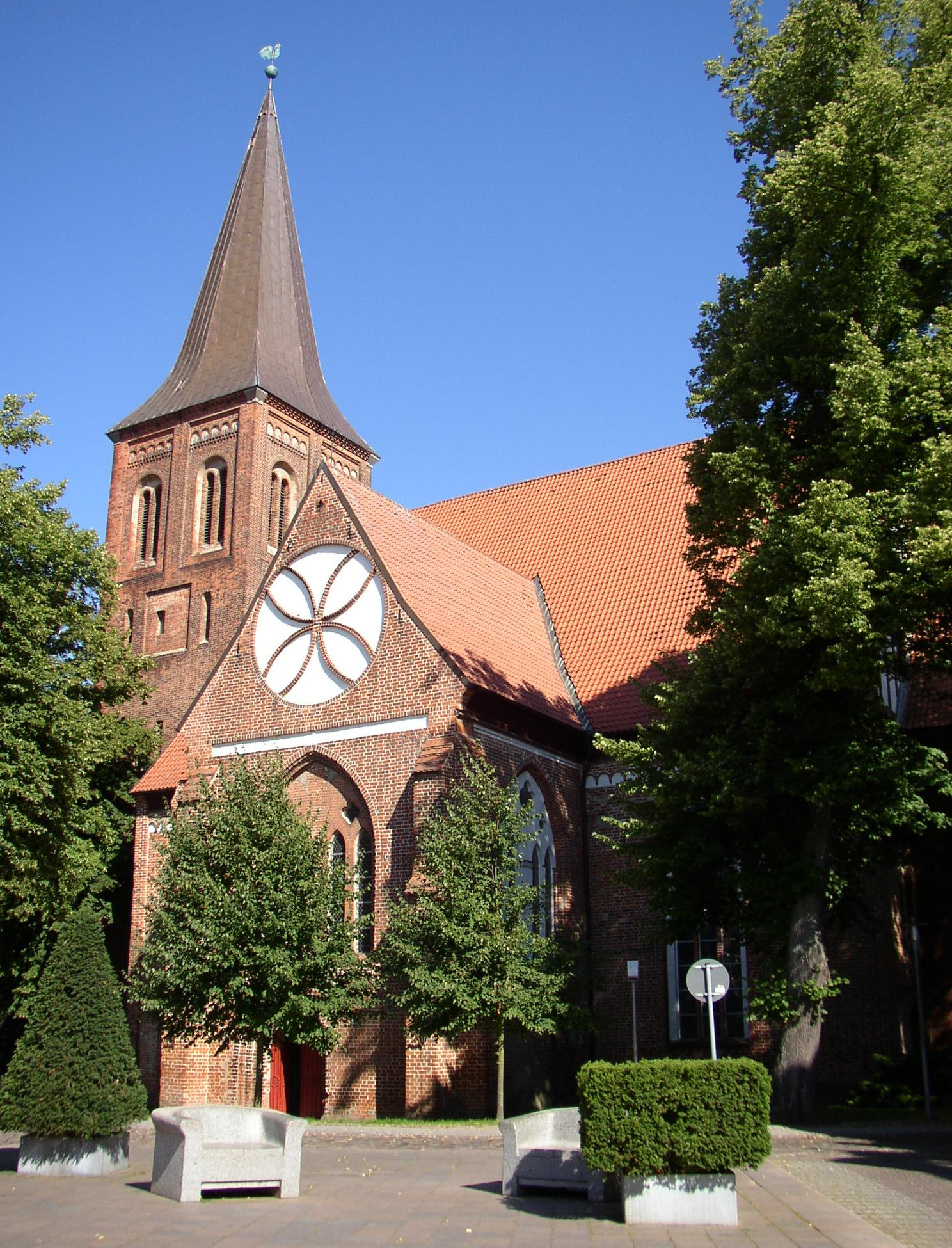
Igreja de São Bartolomeu em Wittenburg

A fundação da cidade de Wittenburg não está muito bem documentada. Em 1194, Wittenburg foi mencionada como "província" do condado de Ratzeburg no acordo de divisão de Isfried. Em 25 de maio de 1201, houve uma batalha entre os condados de Ratzeburgers e Schwerin, perto de Waschow, no decurso do qual o castelo se rendeu sem lutar. A fundação da cidade de Wittenburg é considerada como tendo sido no ano de 1226, mas pode ter sido antes. Em 1230, Wittenburg foi finalmente listado como "civitas" no registro do dízimo de Ratzeburg, que lista as aldeias que pertenciam à diocese de Ratzeburg naquela época, ordenadas em paróquias.

## Ligações externas

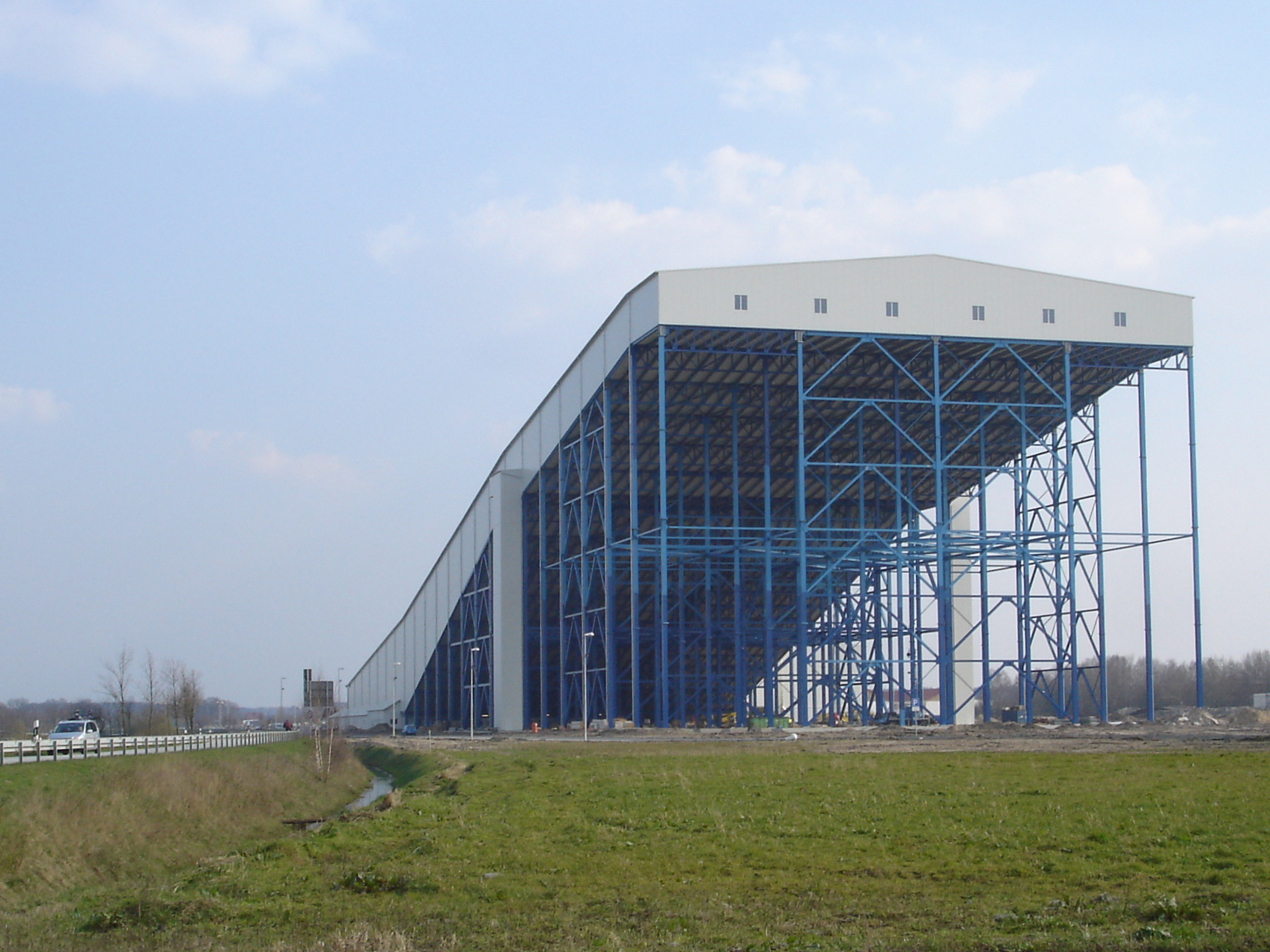
Parque Centro Alpino

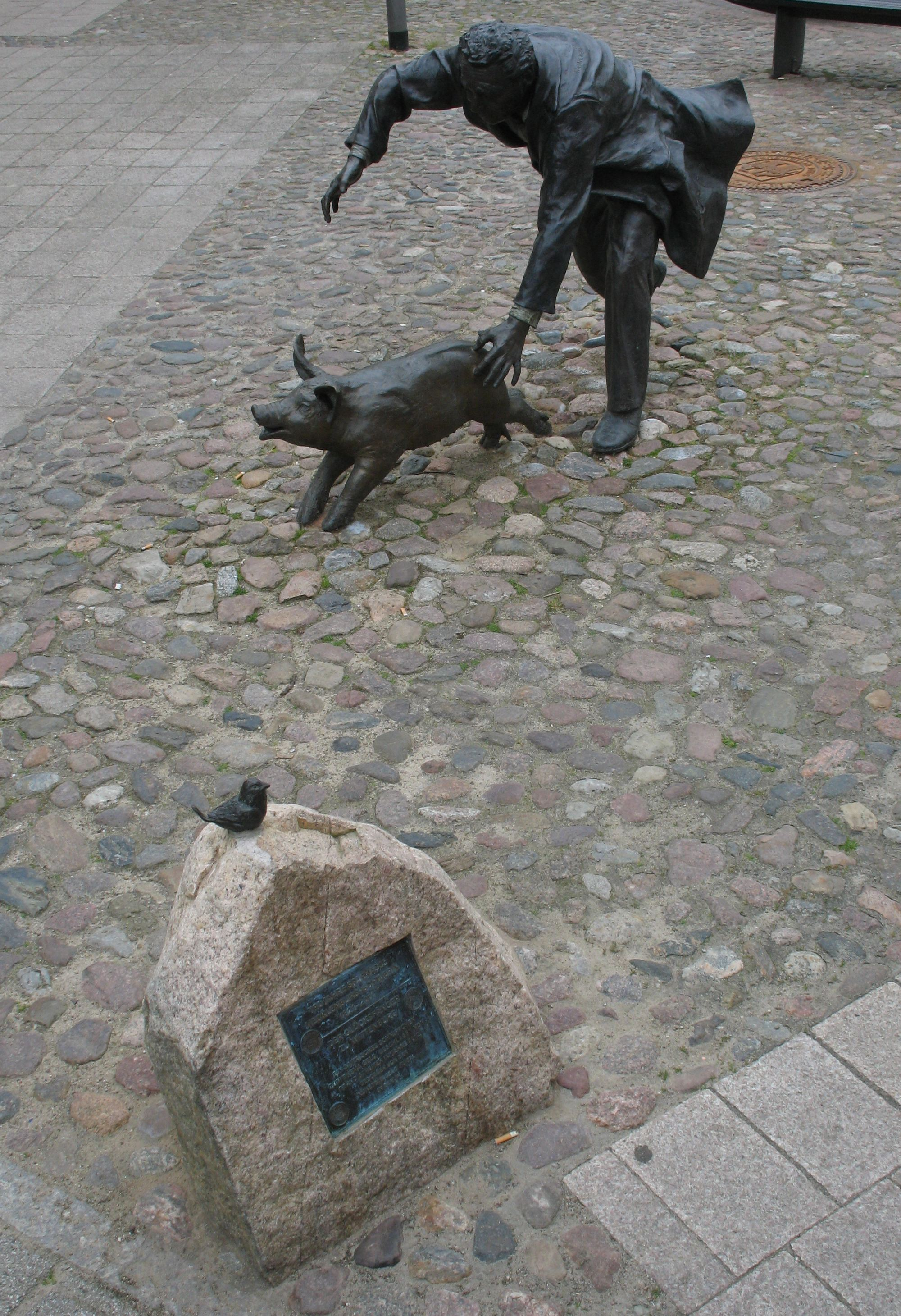
Estátua "Der Glücksfänger zu Wittenburg" na praça do mercado de Wittenburg